# Stenopus spinosus
Stenopus spinosus är en kräftdjursart som beskrevs av Risso 1826. Stenopus spinosus ingår i släktet Stenopus och familjen Stenopodidae. Inga underarter finns listade i Catalogue of Life.

## Bildgalleri

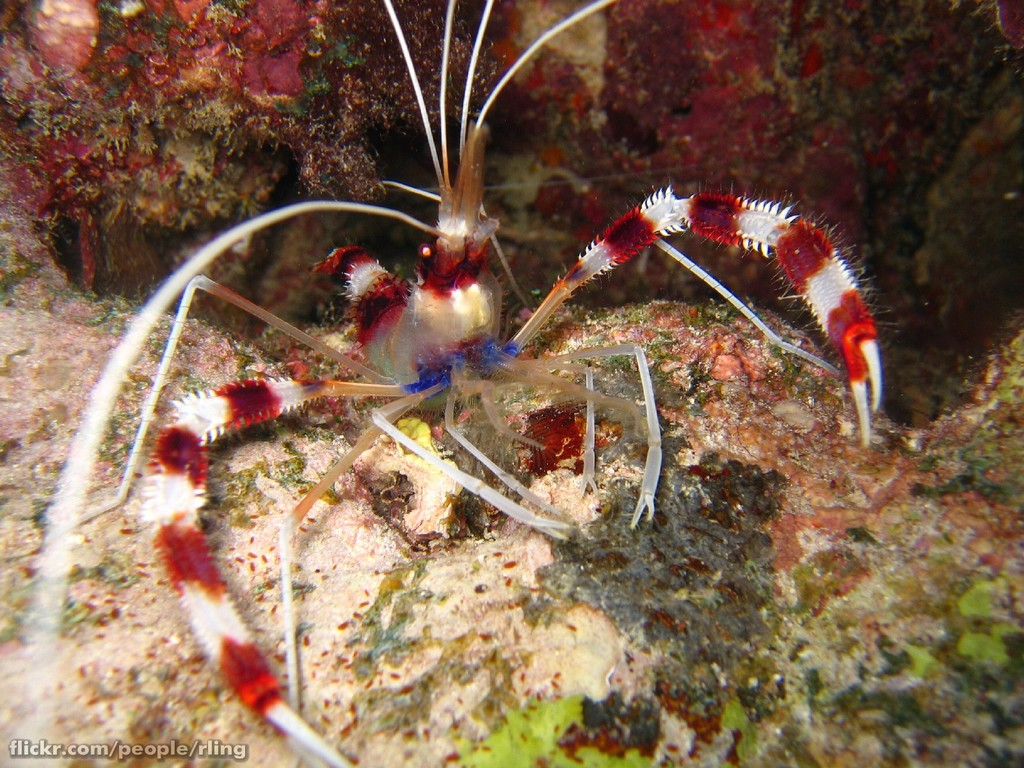
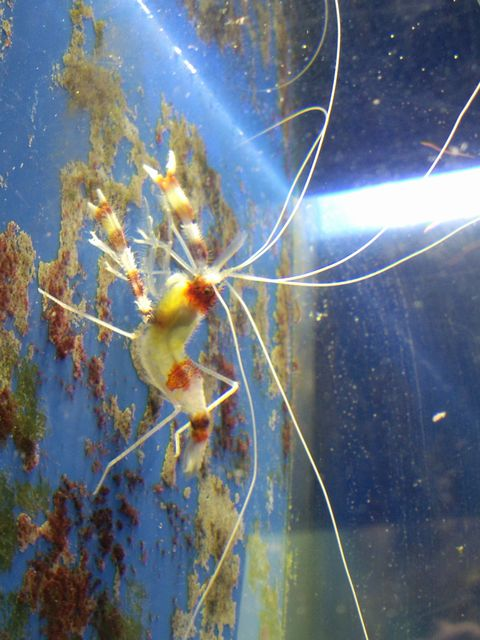